# Banc central

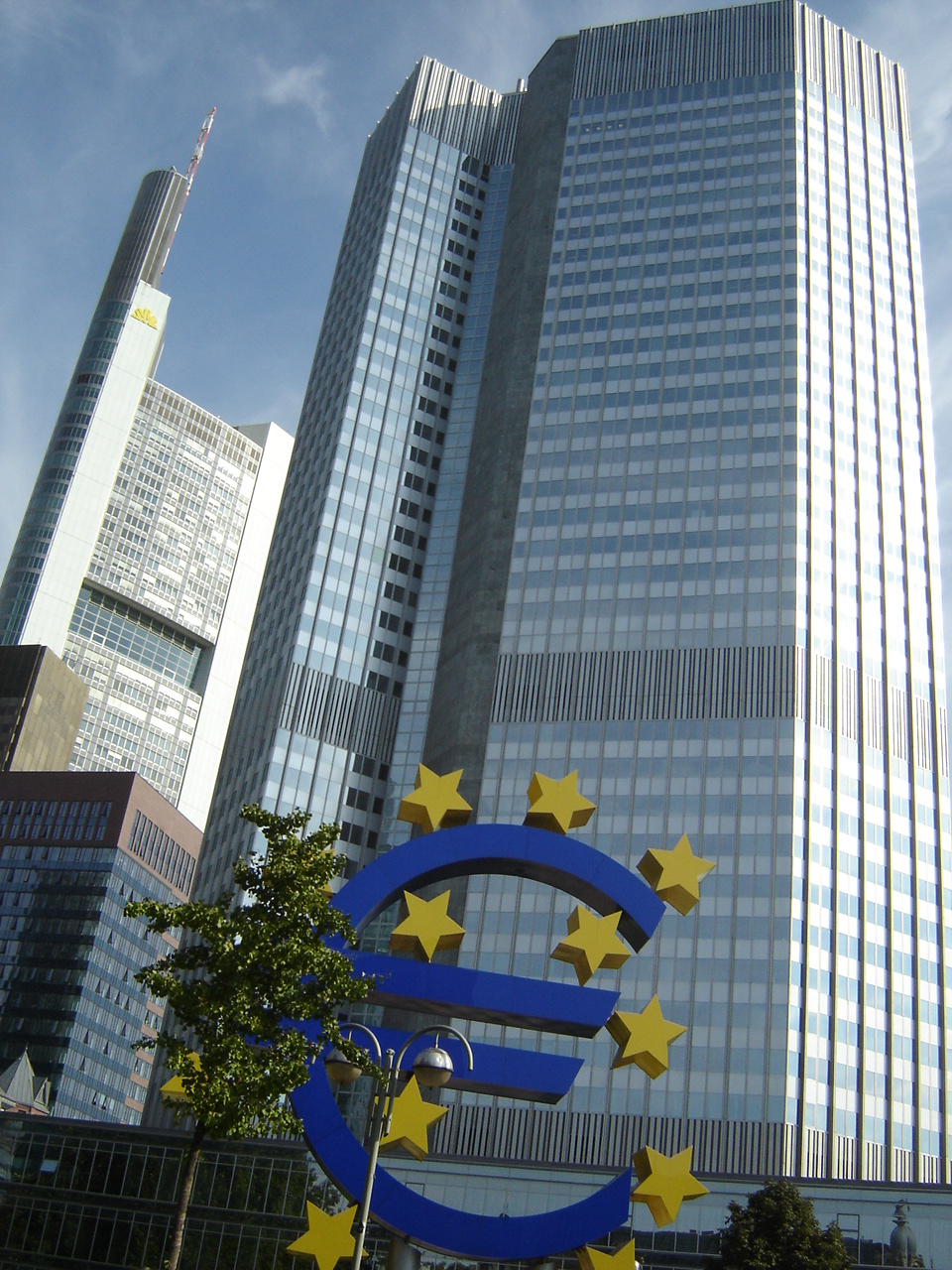
Banc Central Europeu

Un banc central, banc federal, reserva federal o autoritat monetària és una institució que s'encarrega de les polítiques monetàries de l'Estat o grup de nacions, com és el cas del Banc Central Europeu. La seva responsabilitat principal és mantenir l'estabilitat de la moneda estatal i de l'oferta (quantitat) de moneda circulant; és a dir, té el monopoli de l'emissió de moneda local. Altres tasques importants són el control de la política monetària (les taxes d'interès i el control de la inflació). És també l'últim recurs del sector bancari i les institucions bancàries privades i públiques en temps de crisi econòmica. En alguns casos, un banc central pot tenir poders de supervisió per verificar que les institucions financeres operin de manera honesta i legítima.
Un banc central és dirigit per un governador, president com és el cas del Banc Central Europeu o director executiu com és el cas de l'Autoritat Monetària de Hong Kong i de Singapur.
En la majoria dels estats el banc central és una entitat del govern amb un grau mínim d'autonomia, la qual cosa permet la possibilitat d'intervenció governamental en la política monetària. Tanmateix, en alguns estats el banc central opera de manera independent sota les lleis i reglaments que impedeixen o limiten la intervenció política; alguns exemples són la Reserva Federal dels Estats Units, el Banc del Japó, el Banc d'Anglaterra (des de 1997) el Banc del Canadà, el banc de Mèxic (des de 1993), el Banc de Reserva d'Austràlia i el Banc Central Europeu.